# Willi Größle
Willi Größle (* 30. Juni 1904 in Mannheim; † 20. Dezember 1976 ebenda) war ein deutscher Fußballspieler, der zumeist als linker Außenläufer beim Mannheimer Stadtteilclub VfL Neckarau von 1933 bis 1945 in der Gauliga Baden aktiv gewesen war und für die Mannschaft vom Sportplatz an der Altriper Fähre 95 Ligaspiele absolviert hat. Neben drei Spielen in der süddeutschen Auswahl hat der „Außenläufer mit einer Pferdelunge“ von 1933 bis 1936 in der Gauauswahl Baden elf Spiele bestritten.

## Sportliche Laufbahn

### Sandhofen, bis 1930
Willi Größle, im Mannheimer Norden im Stadtteil Sandhofen geboren, machte nach dem Ersten Weltkrieg seine ersten Kickversuche bei der SpVgg Sandhofen und stieß als 19-Jähriger zur 1. Mannschaft, die damals in der zweitklassigen Kreisliga Odenwald spielte. In der Saison 1925/26 gewann Größle mit Sandhofen in der Kreisliga im Odenwaldkreis vor dem FV 09 Weinheim die Meisterschaft, scheiterte aber in der Aufstiegsrunde zur Bezirksliga am FV Speyer, MFC Phönix Mannheim und VfR Kaiserslautern. Auf dem Verbandstag des Süddeutschen Fußball-Verbandes am 23./24. Juli 1926 in Würzburg wurde aber die Aufstockung der Bezirksligen auf zehn Vereine beschlossen und in der darauf erfolgten Qualifikation im August setzte sich Sandhofen gegen FK Pirmasens, VfR Kaiserslautern und MFC 08 Lindenhof durch und stieg somit doch noch in die Rheinbezirksliga zur Saison 1926/27 auf. Der laufstarke und kampfkräftige Außenläufer spielte vier Runden mit den Schwarz-Weißen aus Sandhofen in der Rheinbezirksliga und belegte 1928/29 mit dem vierten Rang die beste Platzierung. Seine Leistungen hatten Größle in dieser Zeit bereits zu Einsätzen in der Stadtauswahl Mannheim geführt. Zur Saison 1930/31 schloss er sich dem VfL Neckarau an.

### Neckarau, 1930 bis 1945
In seiner ersten Runde mit Neckarau belegte Größle mit den Blau-Weißen 1930/31 hinter SV Waldhof und Phönix Ludwigshafen den 3. Rang. Er überzeugte beim VfL in den Rundenspielen und stand deshalb auch am 26. Dezember 1930 in der Stadtauswahl Mannheim, welche ein internationales Freundschaftsspiel gegen Vienna Wien austrug und mit 3:6 verlor, wo er an der Seite von Kurt Langenbein und Oskar Rohr linker Außenläufer spielte. Er gehörte auch der badischen Auswahl am 29. März 1931 im Stadion Mannheim an, welche mit 6:1 ein Spiel gegen die Auswahl von Elsass gewann. Den Rundenabschluss bildete die Rheinbezirksbegegnung Gruppe Rhein gegen Gruppe Saar am 28. Juni 1931 in Pirmasens, wo sich die Saarauswahl mit 3:2 durchsetzte und Größle wiederum als Außenläufer für die Rheinauswahl zum Einsatz gekommen war. In seiner zweiten Saison in Neckarau, 1931/32, erreichten Größle und Kameraden hinter Meister SV Waldhof mit zwei Punkten Rückstand die Vizemeisterschaft. Nach der Vorrunde hatten Waldhof und Neckarau mit jeweils 15:3 Punkten die Tabelle angeführt. Als am 29. November 1931 der VfL den VfR Mannheim mit 6:3 bezwingen konnte, lief Größle wie gewohnt als linker Außenläufer an der Seite von Mittelläufer Eugen Lauer vor Torhüter Otto Diringer auf. Als Vizemeister des Rheinbezirks nahm Größle mit Neckarau an den Gruppenspielen um die Süddeutsche Meisterschaft in der Nordwestgruppe teil und Neckarau belegte nach 14 Spielen den 4. Rang. In dieser Saison wurde der laufstarke Außenläufer wiederum zu mehreren Spielen der Stadtmannschaft von Mannheim berufen – zum Beispiel am 10. Januar 1932 gegen Budapest (2:3) und am 15. Mai 1932 gegen FC Birmingham als Otto Siffling vor 12.000 Zuschauern die zwei Treffer zum 2:1-Erfolg erzielte -, aber auch zu zwei Spielen in die Süddeutsche Auswahl: Am 22. Mai gewann Süddeutschland mit 5:3 in Düsseldorf gegen Westdeutschland, das Rückspiel am 28. Mai 1932 in Karlsruhe gewann der Süden mit 2:1. Im letzten Jahr des alten Ligensystems, 1932/33, landete Neckarau mit Spielern wie Torhüter Diringer, Meister, Brose, Siegel, Möhler, Größle, Zeilfelder, Hambsch, Lauer, Strichl und Schmitt auf dem 3. Rang. Größle nahm darüber hinaus an mehreren Auswahlspielen der Stadtauswahl von Mannheim, der Auswahl des Bezirks Rhein-Saar und der Süddeutschen Auswahl teil. Als Süddeutschland am 4. Dezember 1932 in Mannheim eine B-Elf von Frankreich mit 10:0 besiegte, bildete Größle mit Rudolf Gramlich und Heinrich Hergert die Läuferreihe und im Angriff stürmten Otto Siffling und Seppl Fath.
Ab der Saison 1933/34 startete die neue Ligenstruktur mit der Gauliga als Spitze und danach folgend die Bezirksklassen, 1. und 2. Kreisklasse im DFB-Fußball. Mit 10 Vereinen ging die Gauliga Baden an den Start; zum ersten Mal spielten die besten Vereine aus ganz Baden in einer gemeinsamen Spielklasse. Der SV Waldhof, der VfR Mannheim und der VfL Neckarau kamen aus der Bezirksliga Rhein/Saar, Gruppe Rhein, der 1. FC Pforzheim, der FC Germania Brötzingen, die Karlsruher Vereine FC Phönix-Alemannia, VfB Mühlburg und Karlsruher FV sowie die beiden Freiburger Vereine FC und SC hatten zuvor der Bezirksliga Württemberg/Baden, Gruppe Baden angehört. Größle gehörte am 10. September 1933 der Mannschaft des VfL Neckarau an, mit der die Blau-Weißen das Kapitel Gauliga Baden eröffneten. Er verlor mit Neckarau an der Seite von Mitspielern wie Otto Diringer, Karl Gönner, Hubert Schmitt, Eugen Lauer, Jakob Zeilfelder, Gottfried Wenzelburger und Siegfried Hessenauer mit 1:2 beim Karlsruher FV. Die beiden Tore für Gastgeber KFV erzielte deren Mittelstürmer Fritz Müller. Nach der Hinrunde belegte der VfL nach zwei Siegen und vier Unentschieden mit acht Punkten den 7. Rang, welchen er auch am Rundenende mit 17:19 Punkten innehatte. Größle war in allen 18 Verbandsspielen aufgelaufen wie auch Otto Diringer und Eugen Lauer. Hessenauer und Schmitt hatten jeweils in nur einem Spiel gefehlt und die VfL-Legende Jakob Zeilfelder beendete mit 14 Gauligaeinsätzen und sechs Toren seine eindrucksvolle Karriere.
In der zweiten Gauligasaison, 1934/35, verbesserte sich Neckarau mit 23:13 Punkten auf den 3. Rang und Leistungsträger Größle hatte wiederum alle 18 Ligaspiele absolviert. Dass Gottfried Wenzelburger 17 Tore erzielen konnte, trug wesentlich zum guten Rundenerfolg bei. In der letzten Verbandsrunde vor dem Zweiten Weltkrieg, 1938/39, war der 34-jährige Größle letztmals als unverzichtbarer Stammspieler für den VfL im Einsatz.
In den nächsten Jahren half er nur noch sporadisch aus. In der zweiten Kriegsrunde, 1940/41, feierte der VfL Neckarau mit Torhüter Otto Diringer und Feldspielern wie Karl Gönner, Georg Lutz, Hermann Klostermann, Theo Wahl, Richard Wahl, Gottfried Sälzler, Hermann Veitengruber, Richard Mannale, Kurt Gärtner, Oskar Benner, Gottfried Wenzelburger, Oskar Wilhelm und Torjäger Willi Preschle den Meisterschaftserfolg vor dem VfB Mühlburg, SV Waldhof und den punktgleichen Teams VfR Mannheim und dem Freiburger FC. Größle hatte in der Verbandsrunde in keinem Ligaspiel mitgewirkt, stellte sich aber in der Endrunde um die deutsche Fußballmeisterschaft nochmals in drei Gruppenspielen gegen die Stuttgarter Kickers (0:2), München 1860 (2:1, 1 Tor) und Rapid Wien (1:8) seinem Verein zur Verfügung. Nach zweijähriger Verbandsligaspielpause beendete der 40-jährige Senior mit dem Spiel am 17. Dezember 1944, einer 0:3-Heimniederlage gegen den VfR Mannheim, endgültig seine Spielerkarriere.

## Privat
Willi Größle, der das Schlosserhandwerk erlernt hatte und nach dem Krieg Inhaber eines Tabakwarengeschäfts in Neckarau in der Angelstraße war, widmete sich als Pensionär intensiv der Gartenarbeit rund um sein Haus in Sandhofen-Scharhof, das er zusammen mit seiner Gattin und seinen zwei Kindern bis zu seinem Tode am 20. Dezember 1976 bewohnte.